# 인신 공격의 오류

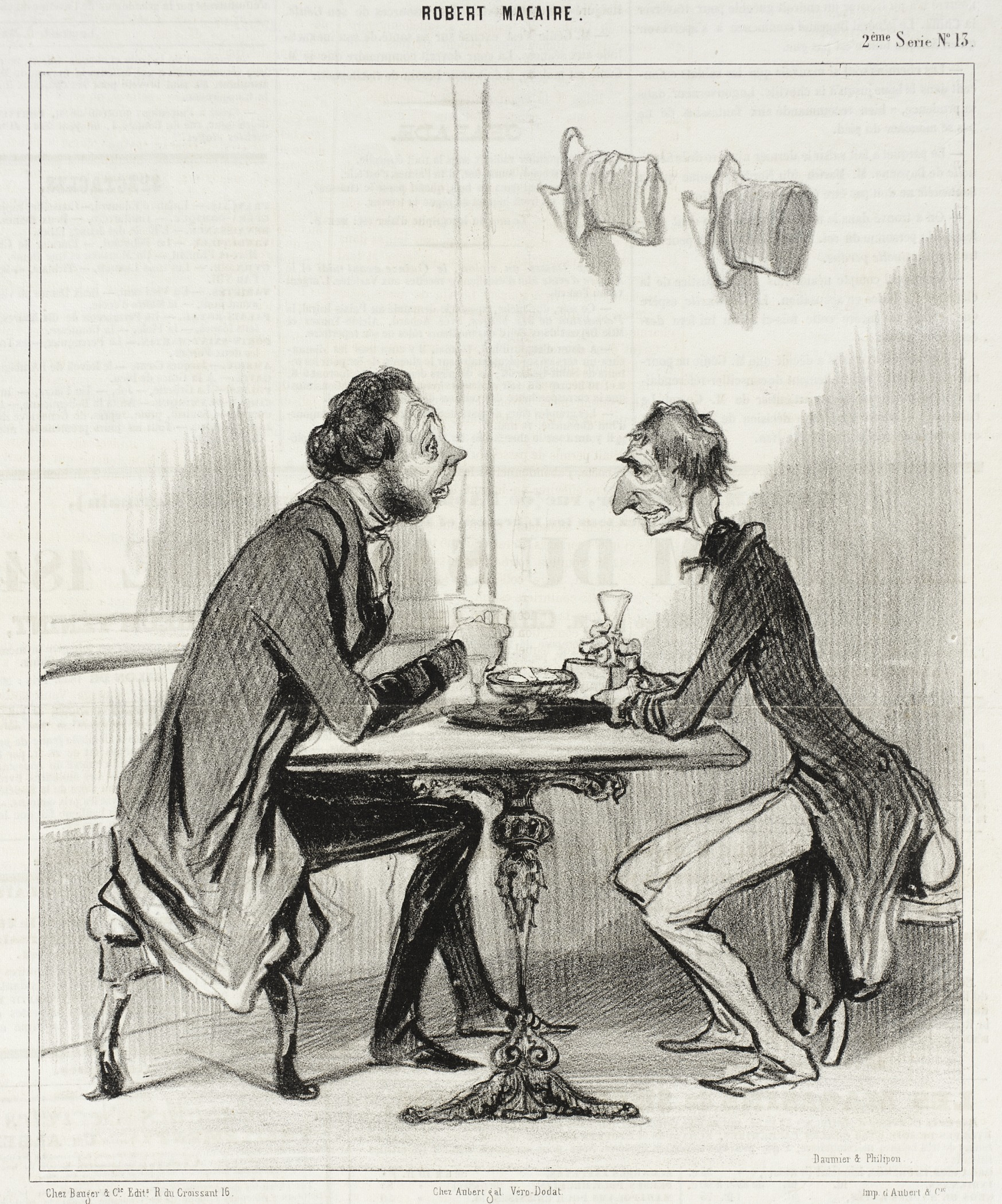

인신공격의 오류(라틴어: ad hominem, argumentum ad hominem) 또는 발화자 공격의 오류는 발화자의 ‘말’ 자체가 아니라 그 말을 하는 ‘발화자’를 트집잡아 그의 주장을 비판하는 오류이다. 논리학에서는 ‘발화문’을 ‘발화자’로부터 독립시켜 평가해야 하지만 이를 어겨 발생하게 된다. 다시 말해 특정 발언을 특정 누군가가 말했다고 생각하게 되는 순간 이 오류를 저지르기 쉽다.
크게 피장파장의 오류와 특수 환경 공격(연좌 및 정황 공격의 오류)으로 나뉜다. 상대방의 인격적 환경(인품, 직업, 과거의 정황)을 인용하게 되며, 욕설을 이용하기도 한다. 논쟁에서 감정을 통제하지 못할 때 빠지기 쉬운 오류다.
현재 인신공격이라는 뜻이 외모나 성격, 학력 비하 같은 단순한 의미로 통용되고 있기 때문에 논리학자들은 이 오류의 대한 정식 명칭을 ‘사람 공격의 오류’, ‘발화자 공격의 오류’이라는 용어로 바꿔쓰거나 ‘사람에 의한 논증’이라는 상위 개념을 포괄해야 한다고 주장하고 있다.

## 예시
인신공격의 오류의 예는 다음과 같다.
a. 철수의 주장은 틀렸다. 왜냐 하면 그는 고작 10살이고 초등학교도 졸업하지 않았기 때문이다.
b. 베이컨의 철학은 가치가 없다. 왜냐하면 그는 법관 시절 뇌물을 받은 적이 있었기 때문이다.
c. 마르크스는 본 대학을 나왔다. 그의 졸업장에는 "야간에 음주 과다로 타인의 수면을 방해하는 술 주정을 부려 1일간의 외부 출입 금지령을 받았다."라고 쓰여 있다. 비록 세계적인 철학자라고 하더라도 이렇듯 사생활에 문제가 있는 것을 볼 때, 그의 이론 역시 어느 정도의 문제점을 내포하고 있음에 틀림없다.
d. 희나리 형님의 주장은 신뢰할 수 없다. 왜냐면 형님은 과거에 만취하여 나를 곤란하게 한 적이 있기 때문이다.
e. 너는 공부를 잘 했다고 거짓말하지만 너는 25살인데 최종 학력이 고졸 밖에 안 된다. 그렇기 때문에 너는 학교에서 불성실한 쓰레기이다.

## 같이 보기
- 인신 공격
- 개새끼
- 딴따라
- 병신
- 쓰레기
- 씹새끼